# Manruta
Manruta là một chi bướm đêm thuộc họ Noctuidae.

## Loài
- Manruta elingua Smith, 1903